# Сквірська Ольга Євгенівна
Ольга Євгенівна Сквірська (нар. 14 квітня 1978, місто Миколаїв) — український поет, прозаїк. Член Спілки журналістів України (2009), член Спілки письменників України (2015).

## Біографія
Закінчила Миколаївську філію Національного університету «Києво-Могилянська Академія», факультет політичних наук (2002).
З 2004 по 2008 рік працювала журналістом у миколаївських ЗМІ.

## Творчість
Автор поетичної збірки «Васильковые бусы» (2010), книжки поезій та есе «Три жёлтых сна» (2015). Публікувалася в таких виданнях: «Роман-журнал XXI век», альманах «Каштановый Дом», литературный журнал «Соборная улица», газета «Вечерний Николаев», міський журнал поезії «Літера-Н.». Ольга Сквірська є співавтором короткометражного фільму на свої вірші «Восьмая луна».
2007 року Ольга Сквірська стала володаркою гран-прі в номінації «Поезія» за підсумками обласного конкурсу молодих літераторів «Золота арфа».
Збірка віршів Ольги Сквірської «Три желтых сна» стала переможцем Х обласного конкурсу «Краща Миколаївська книга 2015 року» в номінації «Краще поетичне видання».